# Остін (Арканзас)
Остін (англ. Austin) — місто (англ. city) в США, в окрузі Лоноук штату Арканзас. Населення — 3460 осіб (2020).

## Географія
Остін розташований на висоті 75 метрів над рівнем моря за координатами 35°0′26″ пн. ш. 91°59′21″ зх. д. / 35.00722° пн. ш. 91.98917° зх. д. (35.007272, -91.989208).  За даними Бюро перепису населення США в 2010 році місто мало площу 7,84 км², уся площа — суходіл.

## Демографія
Згідно з переписом 2010 року, у місті мешкало 2038 осіб у 743 домогосподарствах у складі 575 родин. Густота населення становила 260 осіб/км².  Було 784 помешкання (100/км²). 
Расовий склад населення:
| - 94,2 % — білих - 2,0 % — чорних або афроамериканців - 0,4 % — азіатів - 0,3 % — корінних американців - 0,1 % — вихідців з тихоокеанських островів |

До двох чи більше рас належало 2,4 %. Іспаномовні складали 4,3 % від усіх жителів.
За віковим діапазоном населення розподілялося таким чином: 30,6 % — особи молодші 18 років, 64,3 % — особи у віці 18—64 років, 5,1 % — особи у віці 65 років та старші. Медіана віку мешканця становила 28,1 року. На 100 осіб жіночої статі у місті припадало 101,8 чоловіків;  на 100 жінок у віці від 18 років та старших — 93,8 чоловіків також старших 18 років.
Середній дохід на одне домашнє господарство  становив 76 190 доларів США (медіана — 70 652), а середній дохід на одну сім'ю — 76 678 доларів (медіана — 74 398). Медіана доходів становила 48 150 доларів для чоловіків та 40 417 доларів для жінок. За межею бідності перебувало 7,7 % осіб, у тому числі 7,8 % дітей у віці до 18 років та 0,0 % осіб у віці 65 років та старших.
Цивільне працевлаштоване населення становило 1394 особи. Основні галузі зайнятості: освіта, охорона здоров'я та соціальна допомога — 22,2 %, публічна адміністрація — 13,1 %, науковці, спеціалісти, менеджери — 11,0 %.
За даними перепису населення 2000 року в Остіні проживало 605 осіб, 173 родини, налічувалося 218 домашніх господарств і 236 житлових будинків. Середня густота населення становила близько 78,6 осіб на один квадратний кілометр. Расовий склад Остіна за даними перепису розподілився таким чином: 96,20 % білих, 0,17 % — чорних або афроамериканців, 0,17 % — корінних американців, 2,15 % — представників змішаних рас, 1,32 % — інших народів. Іспаномовні склали 5,62 % від усіх жителів міста.
З 218 домашніх господарств в 38,1 % — виховували дітей віком до 18 років, 65,1 % представляли собою подружні пари, які спільно проживали, в 8,3 % сімей жінки проживали без чоловіків, 20,2 % не мали сімей. 15,1 % від загального числа сімей на момент перепису жили самостійно, при цьому 6,9 % склали самотні літні люди у віці 65 років та старше. Середній розмір домашнього господарства склав 2,78 особи, а середній розмір родини — 3,09 особи.
Населення міста за віковим діапазоном за даними перепису 2000 року розподілилося таким чином: 26,4 % — жителі молодше 18 років, 9,9 % — між 18 і 24 роками, 32,7 % — від 25 до 44 років, 21,5 % — від 45 до 64 років і 9,4 % — у віці 65 років та старше. Середній вік мешканця склав 36 років. На кожні 100 жінок в Остіні припадало 103,0 чоловіків, у віці від 18 років та старше — 103,2 чоловіків також старше 18 років.
Середній дохід на одне домашнє господарство в місті склав 44 063 долара США, а середній дохід на одну сім'ю — 49 107 доларів. При цьому чоловіки мали середній дохід в 30 069 доларів США на рік проти 21 116 доларів середньорічного доходу у жінок. Дохід на душу населення в місті склав 17 369 доларів на рік. 3,6 % від усього числа сімей в населеному пункті і 6,3 % від усієї чисельності населення перебувало на момент перепису населення за межею бідності, при цьому 7,6 % з них були молодші 18 років і 6,8 % — у віці 65 років та старше.